# Daemon X machina
Daemon X Machina is een third-person shooter actiespel ontwikkeld en gepubliceerd door Marvelous. Het is op 12 september 2019 uitgebracht voor de Nintendo Switch en op 13 februari 2020 uitgekomen voor Microsoft Windows.

## Gameplay
In het spel bestuurt de speler een aanpasbaar personage, dat beschikt over een Arsenal mecha en de strijd aangaat met andere mechavijanden. De vaardigheden en uiterlijk van het personage kunnen gewijzigd worden in de Hangar, wat tevens ook een centrale plaats binnen het spel is. Hier kan de speler ook kiezen tussen verschillende missies. Vaak wordt het hoofdpersonage op die missies vergezeld en geholpen door andere vriendelijke mecha's. Indien een speler voldoende schade heeft aangebracht aan een mecha van de tegenstander, valt de mecha neer en kan de speler er onderdelen voor zijn mecha of wapens verzamelen. Het spel bevat ook een multiplayermodus waar tot vier spelers samen kunnen werken.

## Plot
Nadat een maan op de Planeet gestort is, zond het een speciale energie uit die de artificiële intelligentie tegen de mensheid deed keren. De Outers, een groep piloten die mecha's bestuurt, kregen speciale vaardigheden na getroffen te zijn door de mysterieuze energie. Ze komen op om de mensheid te beschermen van de oorlog met de Arms of Immortals (AIs).